# Адріан Пшиборек
Адріан Пшиборек (пол. Adrian Przyborek, нар. 1 січня 2007, Кошалін) — польський футболіст, півзахисник клубу «Погонь» (Щецин) та юнацької збірної Польщі.

## Клубна кар'єра
Адріан Пшиборек народився 2007 року в місті Кошалін. Розпочав займатися футболом у юнацькій команді місцевого клубу «Балтик», пізніше перейшов до юнацької команди клубу «Погонь» (Щецин). У професійному футболі дебютував 2022 року в складі клубу «Погонь». Станом на 15 травня 2025 року відіграв за команду зі Щецина 52 матчі в національному чемпіонаті.

## Виступи за збірні
У 2022 році Адріан Пшиборек дебютував у складі юнацької збірної Польщі, загалом на юнацькому рівні взяв участь у 10 іграх, відзначившись одним забитим голом.